# منطقة بارجاره
بارجاره رمزها «BR» (بالإنجليزية: Bargarh  (Baragarh))‏، هو تقسيم إداري لدولة الهند تتبع ولاية أوريسا (بالإنجليزية: Orissa)‏ ، مركزها هو مدينة بارجاره (بالإنجليزية: Bargarh)‏ عدد سكانها حسب تعداد سنة 2001م هو 1,345,601، أما مساحتها فتبلغ 5,832 كم² وكثافة السكان 231 لكل كم².